# Annachlamys reevei
Annachlamys reevei is een tweekleppigensoort uit de familie van de Pectinidae. De wetenschappelijke naam van de soort is voor het eerst geldig gepubliceerd in 1850 door Adams in Adams & Reeve.